# Aeroporto de Pucón
O Aeroporto de Pucón está localizado a 5 km do centro da cidade, e a cerca de 30 km da cidade de Villarrica, às margens da rodovia CH-199.
Este complexo é utilizado, com maior frequência, no verão, entre os meses de janeiro e fevereiro, e em alguns finais de semana prolongados, épocas nas quais o turismo na zona lacustre do lago Villarrica aumenta consideravelmente. No resto do ano, a única alternativa aérea é o aeroporto de Temuco, cidade localizada a 125 km de Pucón.

## Voos charter e sazonais
- LAN Airlines
  - Santiago de Chile /Aeroporto Internacional Comodoro Arturo Merino Benítez
  - Temuco /Aeroporto de Maquehue

- Sky Airline
  - Santiago de Chile /Aeroporto Internacional Comodoro Arturo Merino Benítez
  - Concepción /Aeroporto Internacional Carriel Sur